# Trixis inula
Trixis inula là một loài thực vật có hoa trong họ Cúc. Loài này được Crantz miêu tả khoa học đầu tiên năm 1766.